# Ивановски скални църкви
Ивановските скални църкви са разположени край с. Иваново, на 18 км от град Русе. Имат отличително запазени стенописи в сравнение с други комплекси в България. За разлика от традиционните манастири, състоящи се от 1 – 2 църкви, монашеска и стопанска част, в Иваново има разнообразие от малки скални църкви, параклиси и килии, издълбани на различна височина в скалите на живописния каньон на река Русенски Лом.
Църквите при Иваново са част от стотиците средновековни скални църкви, манастири, скитове и отделни отшелнически килии, които през периода Х-XIV век превръщат долината на реката и нейните притоци в българско духовно средище.

## История
Църквите и всички помещения край местността Писмата образуват скалния манастир „Свети архангел Михаил“, основан през XIII век от монаха Йоаким, избран по-късно за първи търновски патриарх. През периода на Второто българско царство манастирът поддържа връзки с царския двор в Търново. Негови дарители били царете Иван Асен II, Иван Александър и други представители на владетелски семейства. През XIV век манастирът е център на исихазма. Съществува и през ранните векове на османското владичество, но постепенно запада.
Ивановските скални църкви са включени в списъка на световното културно и природно наследство на ЮНЕСКО и са един от 9-те такива обекта в България. Популярен туристически обект.
През 2021 година е отбелязана 800-ната годишнина на Ивановския скален манастирски комплекс с литургия в чест на Свети Йоаким, Патриарх Търновски, и основател на манастира. Службата е оглавена от Русенския митрополит Наум.

## Архитектура
Манастирът има сложно устройство обединяващо комплексите от скални помещения край т. нар. „Затрупана“ църква „Св. архангел Михаил“. Най-богато украсени със стенописи са „Съборената“ църква и църквата „Св. Богородица“.
В манастирските храмове е запазена стенна живопис от 13 и 14 век, сътворена от търновски столични майстори, представяща развитието на живописните стилове в България. Световна известност имат стенописите в църквата „Св. Богородица“ от XIV век, които са сред върховете в развитието на средновековното изкуство. По стените на манастирските помещения са съхранени голям брой графити, сред които е и известният надпис на Иво Граматик.

## Музей
Ивановските скални манастири са музеен комплекс и се обслужват от Регионален исторически музей-Русе. Те са най-посещаваният обект на РИМ-Русе. През летния период работят всеки ден, а през зимата само по предварителна заявка.
Комплексът се състои от шест обекта:
- Комплекс Църквата „Св. Богородица“ - тя е основният манастирски храм. Включва скална църква с параклис и жилищни помещения тип монашески килии. Запазени са стенописи от XIV век.
- Затрупаната църква „Свети Архангел Михаил“ - най-старата част на манастирския комплекс, състои се от верижно наредени помещения на едно ниво.
- Комплекс „Кръщелнята“ - намира се на 100 метра от Затрупаната църква и се състои от голяма църква и жилищни помещения.
- Комплекс „Господев дол“ - помещения на две нива, които преминават в естествена дълбока пещера.
- Комплекс Съборената църква „Свети Свети Теодор Тирон и Теодор Стратилат“ - комплекс на три етажа с голяма църква и помещения около нея.
- Белберницата – комплекс от монашески скални килии на 50 метра от Съборената църква.

Отворена за посещение е основната църква в манастирския комплекс „Св. Богородица“, а останалите обекти са достъпни при предварителна заявка. Периодично се организират турове до Затрупаната църква „Свети Архангел Михаил“, от която е поставено началото на манастирския комплекс.

## Богослужения в Ивановските скални църкви
В последните години се извършват богослужения по определени поводи в резултат на сътрудничество между РИМ-Русе и Русенска митрополия.
Отбелязване на празника на Свети Йоаким, Патриарх Търновски, и основател на манастира, с отслужване на света литургия на 18-ти януари 2022 година в Затрупаната църква „Свети Архангел Михаил“.
Отбелязване на празника на Теофана Басараб след обявяването ѝ за светица – Теофана е българската царица Теодора, първа съпруга на цар Иван Александър, впоследствие приела монашество под името Теофана. Нейно изображение като ктитор е запазено в Съборената църква „Свети Свети Теодор Тирон и Теодор Стратилат“. Именно в тази църква на манастирския комплекс през октомври 2022 Русенска епархия отбелязва за първи път празникът на царица Теодора със света литургия след канонизацията ѝ от Румънската православна църква. През 2023 година празникът на царица Теодора, която е дъщеря на влашкия воевода Иванко Басараб, отново е отбелязан с богослужение в Ивановския скален манастир с участие на българи и румънци.

## Галерия
- Ивановски скални църкви
- Снимка от църквата „Света Богородица“
- Снимка от църквата „Света Богородица“
- Снимка от църквата „Света Богородица“
- Снимка от църквата „Света Богородица“
- Снимка от църквата „Света Богородица“
- Снимка от църквата „Света Богородица“
- Снимка от църквата „Света Богородица“
- Снимка от църквата „Света Богородица“